# Adejeania verrugana
Adejeania verrugana är en tvåvingeart som först beskrevs av Townsend 1914.  Adejeania verrugana ingår i släktet Adejeania och familjen parasitflugor.
Artens utbredningsområde är Peru. Inga underarter finns listade i Catalogue of Life.